# Alinda
|  | Per a altres significats, vegeu «(887) Alinda». |

Alinda (en grec antic Ἄλινδα) era una ciutat de Cària a la vora de la moderna Karpuzlu (Aydın).
Era una fortalesa destacada, segons Flavi Arrià, situada sobre unes roques escarpades. La ciutat va formar part de la Lliga Dèlica durant algun temps. Ada de Cària, expulsada d'Halicarnàs per son germà Pixòdar, es va retirar a Alinda l'any 340 aC i encara hi era quan va arribar Alexandre el Gran el 334 aC. Ada se li va sotmetre i Alexandre la va nomenar reina de Cària. La ciutat d'Alinda va canviar el nom i rebatejada Alexandria Latmos, segons diu Esteve de Bizanci. però després, ja sota els romans, va recuperar el nom anterior, abans del 81 aC, com explica Claudi Ptolemeu. Esteve de Bizanci també diu que hi havia un temple d'Apol·lo amb una imatge d'Afrodita obra de Praxíteles. Al segle iv era seu d'un bisbe. Les restes que en queden, especialment el teatre, són molt interessants i estan raonablement conservades.